# Leptospermum minutifolium
Leptospermum minutifolium là một loài thực vật có hoa trong Họ Đào kim nương. Loài này được (Benth.) C.T.White mô tả khoa học đầu tiên năm 1946.